# Peter Ramsbotham
Peter Edward Ramsbotham, III visconte Soulbury (8 ottobre 1919 – New Alresford, 9 aprile 2010), è stato un diplomatico inglese.

## Biografia
Era il figlio di Herwald Ramsbotham, I visconte Soulbury, e di sua moglie, Doris Violet de Stein. Studiò all'Eton College e al Magdalen College.

## Carriera

### Seconda guerra mondiale
Stava già lavorando per MI5 come un civile quando si arruolò nell'esercito allo scoppio della seconda guerra mondiale. Nel mese di aprile 1941, Ramsbotham stava lavorando nella divisione B3 del MI5 con il compito di studiare le attività dei giornalisti stranieri nel Regno Unito. Nel giugno 1943, lasciò la MI5 e successivamente entrò nel Corpo dell'Intelligence il 9 giugno 1944. In qualità di oratore fluente in francese, ha continuato a lavorare con MI5 sul continente come un membro del 106 Special Counter Intelligence Unit (SCIU), come un ufficiale di collegamento della sezione del controspionaggio del servizio dell'intelligence francese. Alla fine del conflitto, ha lavorato nella Divisione politica delle Commissioni di controllo per Germania e Austria e ha servito anche ad Amburgo e Berlino.

### Servizio diplomatico
Nel 1948, Ramsbotham entrò nel servizio diplomatico su consiglio del suo superiore, Sir Christopher Steel. Ottenne il suo primo incarico istituzionale presso il Dipartimento tedesco del Foreign Office di Londra.
In seguito divenne Ambasciatore in Iran (1971-1974) e negli Stati Uniti (1974-1977).
Ramsbotham è stato rimosso dal suo incarico di ambasciatore negli Stati Uniti dal ministro degli esteri David Owen. Owen lo ha sostituito con Peter Jay, che era redattore economico di The Times.
Ha ereditato il titolo di visconte Soulbury dal fratello maggiore nel 2004, ma ha continuato ad essere conosciuto come Sir Peter Ramsbotham.

## Matrimoni

### Primo Matrimonio
Sposò, il 30 agosto 1941, Frances Marie Massie Blomfield (?-1982). Ebbero due figli:
- Oliver Ramsbotham, IV visconte Soulbury
- Simon Edward Ramsbotham (1949)

### Secondo Matrimonio
Nel 1985 sposò Zaida Mary Megrah (?-17 marzo 2014). Non ebbero figli.